# 프린스 (가수)
프린스 로저스 넬슨(영어: Prince Rogers Nelson, 1958년 6월 7일~2016년 4월 21일)는 미국의 싱어송라이터이자 배우이다. 그는 미네소타에서 태어났고 7살 때 첫 번째 노래를 작성할 정도로 어린 나이에 음악에 깊은 관심을 두기 시작했다. 1979년 Prince 앨범을 발매했는데 성공을 이룬 뒤 눈에 띄는 성적인 가사와 펑크, 댄스, 록 등 요소를 결합하여 큰 상업적 성공과 대중적 인기를 얻었다. 음악계에서 가장 권위 높은 시상식인 그래미 어워드에서 7개 상을 받았고, 2004년에 《롤링 스톤》이 발표한 역사상 가장 위대한 예술가 100인 목록 가운데 프린스는 27위를 차지했다. 기타, 하모니카, 퍼커션, 색소폰, 피아노 등 50여 개 넘는 악기를 자유자재로 다룰 줄 알고 천재적인 음악 재능으로 인해 마이클 잭슨으로부터 유일하게 자신의 라이벌이라는 평을 듣기도 했다.

## 사망
2016년 4월 21일 자택에서 사망한 채 발견되었다. 갑작스러운 팝스타의 죽음으로 같은 예술의 길을 걷는 아티스트들의 추모 물결이 줄을 이었다. 외신에 따르면 현재 프린스의 자택에는 늦은 시각임에도, 보랏빛 꽃다발과 풍선을 든 팬들의 추모 행렬이 이어지고 있다. 그의 대표적 히트작인 `퍼플 레인(Purple Rain)`(1984)을 염두에 둔 것. 실제로 `퍼플 레인`을 계기로 보라색은 프린스를 상징하는 색이 되었다. 프랑스 에펠탑 조명도 오랫동안 보랏빛을 유지하였다. LA 시청과 샌프란시스코 시청도 및 엠파이어 스테이트 빌딩도 보라색 조명을 켰으며, 보스턴의 지킴 브릿지, 메르세데스의 슈퍼돔, 프린스가 소속됐던 워너브러더스 레코드 본사 등도 보라색 조명을 켰다. 나이아가라 폭포 역시 보라색 조명을 밝히며 프린스의 죽음을 애도하였다.
'페이즐리 파크'라고 불리는 자택 겸 음악 스튜디오의 엘리베이터 내에서 의식 불명 상태로 발견되어 구급대원이 소생을 시도하였지만, 곧 사망이 확인되었다. 자세한 사인은 아직 밝혀지지 않고 있는데, 당시 그가 독감에 걸려 있었다고 프린스의 홍보 담당자가 말하고, TMZ는 복수 관계자의 말을 인용해 15일에 구급 반송 된 것은 "약물 과다 복용에 따른 것"이라고 보도하였다. 이날 조지아주 애틀랜타에서 2회 공연을 마치고 오는 도중 자가용 제트 비행기에서 몸에 이상을 호소하여 예정되어 있던 미니애폴리스 착륙 시간 불과 48분 전에 근처 일리노이주 몰린 공항에 긴급 착륙하였다. 그곳에서 병원으로 응급 후송되었다. 병원 관계자에 따르면 의료 활동 구명 치료에 의해 목숨을 건진 그에게 적어도 24시간 입원을 권유하였지만, VIP용 1인실을 확보하지 못하여, 단 3시간 만에 병원을 떠났다고 하였다. 치료 내용은 헤로인과 마약 진정제 등의 마취 효과를 완화할 목적으로 사용되는 "세이브 샷"이라는 응급 주사를 맞았다는 보도도 있다. 지난 몇 주간 공연을 2번 중단하는 등 육체가 심각한 사태에 이르고 있었음에도 구급 반송되었을 때 제대로 치료를 받지 않아 생명 위기가 찾아왔다고 지적하는 관계자도 있다. 미네소타주의 사법 당국은 22일 사인을 파악하기 위해 시신 해부를 단행하였으나, 자살한 흔적이나 눈에 띄는 외상이 발견되지 않아 결과를 판별하는 데 몇 주가 걸릴 수 있다고 한다.
정밀 부검 결과, 2016년 6월 2일 프린스의 사인이 공식 발표되었다. 강력한 마약성 진통제 펜타닐을 과다복용해 사망한 것으로 판단하였다.무대 위에서 굽 높은 신발을 신고, 스피커 등의 높은 곳에서 뛰어 내리는 퍼포먼스를 한 탓에 허리를 다쳐 진통제를 상용하고 있었다고 알려져 있다.

## 심볼
1993년 워너 브라더스(Warner Bros.)와의 계약 분쟁을 겪었을 때, 그는 그의 '프린스'라는 이름을 발음 불능의 상징으로 바꾸었다.
이후로 그는 "예전에 프린스라 불렸던 사나이"(The Artist Formerly Known As Prince)라고 소개해야만 했다.

## 음반 목록
이전의 음반은 정보가 없으므로 음반 목록에서 제외되었다. 프린스는 지금까지 세계적으로 약 1억 장의 판매고를 올렸다.
- For You (1978)
- Prince (1979)
- Dirty Mind (1980)
- Controversy (1981)
- 1999 (1982)
- Purple Rain (1984)
- Around the World in a Day (1985)
- Parade (1986)
- Sign o' the Times (1987)
- Lovesexy (1988)
- Batman (1989)
- Graffiti Bridge (1990)
- Diamonds and Pearls (1991)
- Come (1994)
- The Black Album (1994)
- The Gold Experience (1995)
- Chaos and Disorder (1996)
- Emancipation (1996)
- Crystal Ball (1998)
- The Vault: Old Friends 4 Sale (1999)
- Rave Un2 the Joy Fantastic (1999)
- Rave In2 the Joy Fantastic (2000)
- The Rainbow Children (2001)
- One Nite Alone... (2002)
- Xpectation (2003)
- C-Note (2003)
- N.E.W.S (2003)
- Musicology (2004)
- The Chocolate Invasion (2004)
- The Slaughterhouse (2004)
- 3121 (2006)
- Planet Earth (2007)
- Lotusflow3r / MPLSound (2009)
- 20Ten (2010)
- Plectrumelectrum (2014)
- Art Official Age (2014)
- HITnRUN Phase One (2015)
- HITnRUN Phase Two (2015)